# Libra de las Islas Salomón
La libra fue la unidad monetaria del Protectorado Británico de las Islas Salomón desde 1899 hasta 1966. Se subdividía en 20 chelines y cada chelín constaba de 12 peniques.

## Historia
Inicialmente circuló la moneda británica, aunque comenzó a suplementarse con billetes de uso local a partir de 1916. En 1920, comenzaron a circular las monedas y los billetes australianos, los cuales circularon junto al papel moneda emitido de manera local para uso exclusivo en las islas hasta el año 1933. 
Cuando la libra australiana casó su paridad que mantenía con la libra esterlina en 1930, al inicio de la Gran Depresión, la unidad monetaria salomonense siguió los mismos pasos que tomó la moneda de Australia.
Durante 1942 y 1945, en el marco de la Segunda Guerra Mundial, circuló la libra de Oceanía, moneda emitida por el gobierno de ocupación japonés. Luego de la guerra, se restableció la circulación de la divisa anterior.
En 1966 Australia decimalizó su sistema monetario creando una nueva moneda, el dólar, el cual entró en vigencia en el Protectorado Británico de las Islas Salomón y circuló hasta 1977, cuando se creó el dólar salomonés.

## Monedas
No se acuñaron monedas para circulación exclusiva en este territorio, por lo que solamente circuló dinero metálico de la libra australiana.

## Billetes
Los primeros billetes producidos exclusivamente para el Protectorado Británico de las Islas Salomón fueron autorizados en el año 1916 por las autoridades de la Regulación Monetaria de las islas. Los primeros billetes impresos totalizaban una soma de nueve mil libras y llegaron al puerto de Tulagi el 9 de julio de 1917. Fueron impresos en Londres por la compañía Thomas de la Rue y estaban datados el 18 de diciembre de 1916. Este cargamento inicial constaba de dos mil billetes de 5 chelines, dos mil billetes de 10 chelines, cinco mil billetes de 1 libra y quinientos billetes de 5 libras.
El traslado de los billetes a la Oficina de Moneda se realizó el 14 de julio de 1917 y fueron puestos en circulación dos días después. No se volvieron a emitir billetes de 5 libras nuevamente. Sin embargo sí se continuaron imprimiendo billetes de los demás valores. Los billetes de 5 chelines fueron producidos hasta 1926; los de 10 chelines hasta el año 1932 y los de 1 libra hasta 1933.